# Breakout (canción de Swing Out Sister)
«Breakout» es una canción interpretada por la banda británica Swing Out Sister. Fue publicada el 3 de octubre de 1986 como el segundo sencillo de su primer álbum de estudio, It's Better to Travel (1987).

## Escritura y temática
Corinne Drewery empezó a componer la canción después de que cayera de un caballo y se fracturara el cráneo. “Estaba incapacitada – no podía moverme – así que sin nada que hacer más que recuperarme, comencé a garabatear un montón de notas. Estaba teniendo pensamientos extraños, oscuros y creativos”, declaró Drewery al editor de The Guardian Henry Yates. “No pensé que estaba escribiendo letras, pero terminaron siendo la base del primer álbum de Swing Out Sister, It's Better to Travel”.

“Aunque me sentí miserable, las letras de Breakout son positivas y desafiantes. Estaba tratando de salir de la situación, crear el mundo en el que quería estar. La canción es muy autobiográfica. Había sido diseñadora de moda, pero me endeudé al dirigir mi propio negocio y terminé trabajando para una empresa de moda de la calle principal.”

Swing Out Sister tenía un contrato de dos canciones con Mercury Records y la primera canción no logró impactar las listas. Mercury dijo que la banda tenía que tener el segundo demo el próximo lunes por la mañana o corrían el riesgo de ser descartados, lo que provocó que la banda compusiera «Breakout» bajo estrés.

## Composición y arreglos
La canción fue compuesta en un compás de 4
4 con un tempo de 112 pulsaciones por minuto y está escrita en la tonalidad de mi mayor. Las voces van desde A3 a C♯5. Musicalmente, «Breakout» ha sido descrita como una canción de sophisti-pop, dance pop, y new wave. Paul Staveley O'Duffy se desempeñó como productor, mientras que Richard Niles se encargó de los arreglos de la canción. La línea de bajo se inspiró en el tema televisivo de la Copa Mundial de Fútbol de 1986 en Gran Bretaña.

## Video musical
El videoclip mostraba a la cantante Corinne Drewery como una diseñadora de moda, quien con la ayuda de los otros dos miembros de la banda diseña y confecciona su propio vestido, y luego hace un exitoso debut en la pasarela, modelando la prenda. El videoclip fue dirigido por Nick Willing.

## Recepción de la crítica
Jerry Smith, de la revista Music Week, elogió «Breakout», describiéndolo como un “número dinámico y burbujeante con un ritmo irresistible y voces poderosas y melódicas, respaldadas por instrumentos de viento conmovedores y cuerdas amplias”.

## Galardones
| Año  | Premio         | Categoría                                           | Resultado | Ref.   |
| ---- | -------------- | --------------------------------------------------- | --------- | ------ |
| 1987 | Premios Grammy | Mejor Interpretación Pop por un Dúo o Grupo con Voz | Nominado  | [ 10 ] |

## Certificaciones y ventas
| País              | Certificación | Ventas  |
| ----------------- | ------------- | ------- |
| Reino Unido (BPI) | Plata         | 200,000 |

## Historial de lanzamientos
| Región      | Fecha                | Formato(s) | Discográfica      | Ref.   |
| ----------- | -------------------- | ---------- | ----------------- | ------ |
| Reino Unido | 3 de octubre de 1986 | 12" single | Mercury Phonogram | [ 12 ] |